# Karisimbi
A Karisimbi hegy a Virunga-hegységben, Ruanda és a Kongói Demokratikus Köztársaság határán emelkedő kialudt vulkán. Legutóbbi kitöréséről feljegyzések nem állnak rendelkezésre. 4507 m-es magasságával a Karisimbi hegy a hegylánc nyolc legjelentősebb csúcsa közül a legmagasabb. A hegylánc a Nagy-hasadékvölgy része. Karisimbi szomszédos hegycsúcsai északon a Mikeno hegy, keleten a Bisoke hegy, és nyugaton, a hasadékvölgy másik oldalán a Nyiragongo vulkán.
A „Karisimbi” név a helyi kinyarvanda nyelvből származik, „kis fehér kagylót” jelent, mely valószínűleg a vulkán csúcsán időnként megjelenő hósapkára utal.
Karisimbi és Bisoke között található a Karisoke Kutatóközpont, melyet Dian Fossey alapított a hegységben élő hegyi gorillák megfigyelésére. Fossey 1967-től 1985-ben bekövetkezett haláláig élt itt.

## Története
A megdermedt láva vizsgálata 240 000 év és 10 000 év közötti lávaömléseket mutatott ki. Ennek alapján a vulkán fiatalnak tekinthető.

## Külső hivatkozások
- A Smithsonian Intézet vulkánprogramja Archiválva 2011. május 14-i dátummal a Wayback Machine-ben